# Linux International
Linux International（リナックス インターナショナル、LI）は、Linux関連のソフトウェア、OSなどの促進をしている非営利団体である。代表はジョン・"マッドドッグ"・ホール。フリーおよびオープンソースソフトウェア（ FOSS ）の国際的な理解と利用に向けて取り組むユーザーの国際的な団体。コミュニケーションの最後の形式は2014年7月1日であるので 組織は機能していないようである。

## 参照
1. ↑  Linux Journal New Products
2. ↑  “Who's Who at Linux International”. 2005年12月1日時点のオリジナルよりアーカイブ。2016年6月5日閲覧。
3. ↑  “Linux International”. 2015年8月4日時点のオリジナルよりアーカイブ。2014年2月28日閲覧。